# Бластомікоз
Бластомікоз (англ. blastomycosis) — інфекційне захворювання з групи мікозів, в основі якого системний піогранульоматоз. Хвороба, як правило, спричинена вдиханням спор (конідій) Blastomyces dermatitidis та безстатевих форм Ajellomyces dermatitidis (Ajellomyces), диморфного гриба. Клінічні прояви дуже різноманітні, починаючи від безсимптомного, самообмеженого легеневого ураження до гострого респіраторного дистрес-синдрому (ГРДС), стану, який загрожує життю. Загальний коефіцієнт смертності від цієї хвороби з поправкою на вік становить 0,21 на 1 мільйон людино-років.

## Історичні факти
Бластомікоз існував мільйони років, але вперше його описав Томас Каспар Гілкріст у 1894 році. Через це захворювання іноді називають «хворобою Гілкріста».

## Епідеміологічні особливості
Оскільки собаки заражаються бластомікозом подібним чином як й люди, підозрілим для діагностики у людей є факт наявності грибкової інфекції у домашнього собаки. Бластомікоз не передається від тварин до людини, крім ран від укусів. Про ураження бластомікозом також повідомлялося в інших тварин, зокрема коней, корів, котів, кажанів, лисиць і левів.
Бластомікоз собак може бути ранньою ознакою попередження про супутній бластомікоз у людей. В одній серії випадків із п'яти домогосподарств, у яких у шести пацієнтів був діагностований бластомікоз, у однієї чи кількох домашніх собак діагностували бластомікоз у середньому за 6 місяців до того, як у самих пацієнтів з'явилися симптоми.

## Патогенез
Вдихувані конідії Blastomyces фагоцитуються нейтрофілами та макрофагами в альвеолах. Деякі з них усувають фагоцитоз і швидко перетворюються на дріжджову фазу. Маючи товсті стінки, вони стійкі до фагоцитозу. Сприйнятливість організму до фагоцитозу та знищення нейтрофілами, моноцитами та альвеолярними макрофагами пояснює, чому деякі особи залишаються безсимптомними, незважаючи на вплив середовища, яке може спричинити симптомну інфекцію в інших. При 37 °C B. dermatitidis перетворюється з форми міцелію на форму дріжджів. Після переходу в дріжджову фазу клітини Blastomyces експресують білок BAD-1, який допомагає дріжджовим клітинам прикріплюватися до клітин хазяїна, а також порушує активацію імунних клітин, одночасно пригнічуючи вивільнення фактора некрозу пухлини.
Ця трансформація забезпечує перевагу для виживання інфікуючого гриба, оскільки форма дріжджів більша, діаметром 8-10 мкм, і має товсту клітинну стінку, що забезпечує більший опір фагоцитозу та знищенню. Гістидинкіназа DRK1 регулює диморфізм від цвілі до дріжджів і експресію гена вірулентності B. dermatitidis. Іншим фактором вірулентності є BAD-1, імуномодулюючий глікопротеїн, який експресується на поверхні клітини та вивільняється в позаклітинний матрикс. BAD-1 полегшує зв'язування B. dermatitidis з макрофагами. Дріжджові форми розмножуються і можуть поширюватися через кров і лімфатичні шляхи в інші органи. Піогранулематозна запальна реакція є відмінною ознакою бластомікозу, що характеризується початковим припливом нейтрофілів з наступним утворенням макрофагів і гранульом.
Клітинний імунітет є головним захисним фактором у запобіганні прогресуванню захворювання.
Реактивація бластомікозу може виникнути після легеневої інфекції, яка закінчилася, з лікуванням або без нього. Позалегенева локалізація (наприклад, на шкірі, у кістках, мозку) рідко є місцем реактивації.

## Клінічні прояви
Пацієнти з бластомікозом можуть мати будь-яку з кількох форм захворювання, але 30-50 % інфікованих людей залишаються безсимптомними. Дійсно, через цю варіабельність клінічних проявів бластомікоз називають «великим самозванцем», і для встановлення точного діагнозу потрібен високий рівень підозри.
Середній інкубаційний період триває 45 днів (діапазон: 21-106 днів).
Бластомікоз зазвичай уражає легені й може проявлятися такими проявами:
- Самообмежене грипоподібне захворювання з гарячкою, ознобом, міалгією, головним болем і непродуктивним кашлем.
- Гостре захворювання, яке нагадує бактеріальну пневмонію, з високою температурою тіла, ознобом, продуктивним кашлем і плевритним болем у грудях, слизисто-гнійним або гнійним мокротинням.
- Хронічна хвороба йде з субфебрильною температурою, продуктивним кашлем, втомою, нічною пітливістю та втратою ваги
- Швидко прогресуюче та тяжке захворювання (наприклад, багатодолева пневмонія або ГРДС) з гарячкою, задишкою, тахіпное, гіпоксемією та колапсом.

Позалегеневі прояви спостерігаються до 40 % пацієнтів, у яких можуть бути:
- Шкірні ураження — зазвичай або бородавчасті, або виразкові, проте можуть бути безсимптомними;
- Кістково-суглобові ураження — спричинюють біль у кістках або артралгії; можливий набряк м'яких тканин; можливе залучення будь-якої кістки, але хребці та таз є частими місцями;
- Ураження центральної нервової системи — внутрішньочерепні або епідуральні абсцеси та менінгіт;
- Сечостатеві прояви, включають простатит і епідидиміт — можуть бути безсимптомними або спричиняти біль при сечовипусканні;
- Повідомлялося, що можуть уражатися майже всі органи, включаючи око, печінку, селезінку, молочну залозу, щитовидну залозу та надниркові залози.

Шкіра є найпоширенішим вогнищем позалегеневого бластомікозу і уражається приблизно в 20 % випадків. Інші уражені ділянки та приблизна частота такого ураження:
- Кістки — 5 %
- Передміхурова залоза та інші сечостатеві органи — 2 %
- Мозкові оболони і мозок — 1 %
- Інше (лімфатичні вузли, наднирники, очі, печінка, селезінка, трахея, молочна залоза, щитовидна залоза) — 3 %

## Діагностика
Посів і дослідження клітин (цитопатологія) є золотим стандартом діагностики бластомікозу. Найшвидшим способом діагностики бластомікозу є безпосередня ідентифікація цих дріжджів під мікроскопом. Ідентифікація з культури може бути невидною протягом 2-4 тижнів, і для отримання зразків часто потрібні інвазивні процедури, такі як бронхоскопія або біопсія ураженої тканини.
Нещодавно були розроблені молекулярні ДНК-зонди для полегшення швидкої ідентифікації B. dermatitidis зі клінічних зразків. Зазвичай використовується комерційно доступний хемілюмінесцентний ДНК-пробний аналіз (AccuProbe), який дає результати з культури протягом кількох годин після адекватного росту.
Крім того, були розроблені тести, націлені на фактори вірулентності BAD1 і DRK1 за допомогою полімеразної ланцюгової реакції в реальному часі та серологічних аналізів на основі антитіл, але станом на 2024 рік вони ще не є комерційно доступними.
Фізикальне обстеження пацієнтів із бластомікозом може не виявити суттєвих змін. При легеневій формі можуть бути ознаки, пов'язані з легеневою консолідацією (наприклад, притуплення при перкусії, бронхіальне дихання, егофонія, хрипи). Зниження або відсутність дихання свідчить про плевральний випіт.
Результати візуалізації грудної клітки є неспецифічними і можуть варіюватися від розсіяних центрілобулярних вузликів до ділянок щільної консолідації. Комп'ютерна томографія не завжди необхідна, але вона може забезпечити краще визначення характеру та розподілу змін, які виявляються на звичайній рентгенограмі грудної клітки.

## Лікування
Протигрибкове лікування полягає в наступному:
- Пацієнти з легеневими захворюваннями легкого та середньотяжкого ступеня — пероральний азол (наприклад, ітраконазол).
- Пацієнти з дисемінованим захворюванням від помірного до тяжкого ступеня або з ослабленим імунітетом: спочатку амфотерицин В із переходом до перорального прийому азолу після клінічного покращення.
- Пацієнти із ураженням центральної нервової системи, а також вагітні жінки: спочатку завжди амфотеріцин В.

Потреба в стаціонарній та реанімаційній допомозі залежить від гостроти та темпу прогресування захворювання, а також імунного статусу пацієнта. Слід госпіталізувати у відділення інтенсивної терапії пацієнтів з тяжким і прогресуючим перебігом, зокрема, з гострим респіраторним дистрес-синдромом. Ітраконазол замінив амфотерицин B при легеневому бластомікозі легкого та середнього ступеня тяжкості у дорослих пацієнтів і використовується для завершення терапії після початкового лікування амфотерицином B у інших пацієнтів і тяжких випадках. Лікування азолом зазвичай триває не менше шести місяців. Рецидив трапляється рідко, але може виникнути навіть після повного курсу лікування. Вагітні жінки повинні отримувати ліпідну форму амфотерицину B; слід уникати азолів через їхню можливу тератогенність. Вориконазол може застосовуватися у лікуванні бластомікозу центральної нервової системи, але ліпідна композиція амфотерицину B залишається першою лінією. 
Клінічних даних щодо використання новітніх препаратів (наприклад, позаконазолу, каспофунгіну, мікафунгіну) для лікування бластомікозу недостатньо.
У тяжких випадках здійснюється підтримуюча ситуативна терапія.